# Динамическая афазия
Динамическая афазия — нарушение регулирующей функции речи, то есть больной не может построить внутренний план высказывания, и реализовать его во внешней речи, т.е. произнести фразу или длинный текст. При данной форме афазии страдает грамматический строй речи, отличительной особенностью является трудность в определении, понимании и актуализации (воспроизведении) предикатов (глаголов), а также предлогов, местоимений, существительные, как правило, употребляются в именительном падеже, характерно употребление шаблонных фраз.

## Общие сведения
Впервые синдром динамической афазии описал Карл Клейст в 1934 году. Он подчёркивал, что при этой форме афазии страдает только спонтанная речь. Клейст придерживался позиции узкого локализационизма, поэтому в основном говорил о топике поражения. Позднее этой темой с другой методологической точки зрения занимался А. Р. Лурия.
Он также отмечал, что при данной форме афазии главным образом нарушена развернутая спонтанная речь, при возможной сохранности моторного и сенсорного звена. Она может проявляться в легкой степени или же экспрессивная речь (в нейропсихологии под экспрессивной речью понимается процесс говорения, она противопоставляется импрессивной речи, т.е. процессу понимания) совсем распадается.
Школа А. Р. Лурии полагает, что в основе любого нарушения лежит первичный дефект, нарушение которого приводит к определенным речевым расстройствам. В данном случае в роли такого первичного дефекта выступает распад внутренних динамических схем, которые управляют развёртыванием во времени речевых и двигательных программ. Как считал А. Р. Лурия, всё это наблюдается при поражении премоторной зоны коры левого полушария. В первую очередь происходит распад внутренней речи, которая лежит в основе развёрнутого речевого высказывания (сначала составляется внутренний план высказывания, а затем его реализация, произношение фразы или текста).
При данной форме афазии наблюдается дефект построения активной речи, как устной, так и письменной, трудности понимания определённых видов текстов, выполнение некоторых мыслительных операций. Страдают те виды речи, для построения которых требуется составление внутреннего плана, развёрнутая монологическая речь, устная и письменная, понимание достаточно длинных, сложных текстов и их пересказ. Больные с динамической афазией не могут произвольно выстраивать высказывание, у них страдает грамматический строй речи, в первую очередь затруднено понимание и актуализация предикатов (глаголов), а также предлогов, местоимений, они чаще употребляют существительные в именительном падеже, характерно употребление шаблонных фраз. Если динамическая афазия проявляется в грубой форме, то больные не способны построить элементарное высказывание, на любые вопросы дают односложные ответы, в них стараются максимально повторить слова вопроса, либо вообще отказываются отвечать. Наблюдается дезавтоматизированность понимания сложных речевых структур, т. е. больному необходимо проговаривание фразы или внешняя помощь в виде разъяснения, особого интонирования текста при чтении и т. д. 
Синдром динамической афазии в рамках школы отечественной нейропсихологии впервые был описан А. Р. Лурией, теперь этот термин принят и используется и некоторыми западными учеными 
Динамическая афазия возникает при поражении префронтальной области левого полушария головного мозга.

## Диагностика
Динамическая афазия может быть диагностирована с помощью составления рассказа по сюжетной картине, составления рассказа по серии картинок, изложения прочитанного отрывка текста, сочинения на заданную тему.
При этом больному доступно повторение фонем, слов и фраз, называние, воспроизведение упроченных речевых штампов (поговорки, стихотворные строчки, речевые стереотипы), сохранна рядовая речь (они могут перечислять дни недели и месяцы, считать от одного до десяти).

## Лечение
Для восстановления динамики речи и мышления больных использовались следующие приемы:
1. Составление плана рассказа с помощью серии последовательных картинок
2. Предоставление больному словарика переходных фраз, куда входили формулировки типа «однажды», «когда», «в то время как» и т. д.
3. Составление картотеки-плана

Также Л. С. Цветковой были проведены эксперименты с восстановлением построения фраз.